# Demanda de energía en calefacción - IRAM 11604
La demanda de energía en calefacción de un edificio se calcula con el fin de conocer cuanta energía térmica hay que proporcionarle para mantenerlo a la temperatura que consigne las normas que cada país establece. Son usuales temperaturas de consigna o temperatura interior de confort de 18 °C o 20 °C.
Dado que entre el ambiente exterior y el ambiente interior del edificio media una envolvente (techos. muros, ventanas, puertas. pisos, etc) y cada uno de estos puede tener un nivel de aislamiento térmico diferente. En primer término se necesitará conocer el valor de transmitancia térmica U o K (W/m².K) de cada parte de la envolvente y la superficie en m de cada parte.

## Sobre la temperatura exterior de diseño
Luego hay que conocer la temperatura exterior del sitio donde se implantará el edificio. Como se busca calcular las necesidades de energía en calefacción deberemos buscar una temperatura mínima en el mes más frío del invierno (usualmente enero en el hemisferio norte y julio en el hemisferio sur). Para calcular esta temperatura de diseño mínima necesitaremos datos climáticos de al menos 20 años. Las Normas ISO establecen procedimientos para datos con frecuencia horaria, diaria o mensual. El procedimiento propuesto consiste en analizar el total de datos horarios o diarios de temperatura y calcular a que temperatura le corresponde el percentil 1 % a 5 % para conocer la temperatura de diseño de invierno y el percentil 95 % a 99 % para conocer la temperatura de diseño de verano. 
La decisión final de que temperatura de diseño adopta cada país le corresponde al Comité de discusión del Instituto Normalizador. Puede entenderse que las temperaturas de diseño tienen dos componentes principales: una matemática que surge del análisis de la serie de datos y una política que es el valor que se adopta finalmente por consenso o votación en el organismo normalizador actuante en cada país.
Es usual en muchos países utilizar aquella temperatura mínima que se produzca con una frecuencia de 4 días al mes en el período de 20 años.
Si no se dispone de estas series de datos puede tomarse el promedio entre la temperatura mínima absoluta y la temperatura mínima media. Un procedimiento bastante menos preciso pero válido cuando no se cuenta con información es restarle 3,5 °C a la temperatura mínima media.
Así, ya conocida la temperatura mínima de diseño podremos calcular la diferencia de temperatura entre el interior y el exterior.
Δt = temperatura interior - temperatura exterior de diseño

## Carga térmica en calefacción
Para la determinación de la carga térmica de calefacción se usará la siguiente expresión:
Q = Σ (Ki x Si) Δt + 1005 x 1,20 x qv x Δt
Donde:
- Ki: es la transmitancia térmica de cada parte de la envolvente en W/m².K
- Si: es la superficie de cada parte de la envolvente en m²
- Δt: es la diferencia de temperatura entre el interior y el exterior en °C
- 1005: es el calor específico del aire (J/kg·K)
- 1,20: densidad del aire (kg/m³)
- qv: caudal de ventilación (m³/s)[1]

El resultado dará el calor necesario que debe suministrar el sistema de calefacción (en vatios, W) para mantenerlo a una temperatura de proyecto.